# Mayer Hawthorne

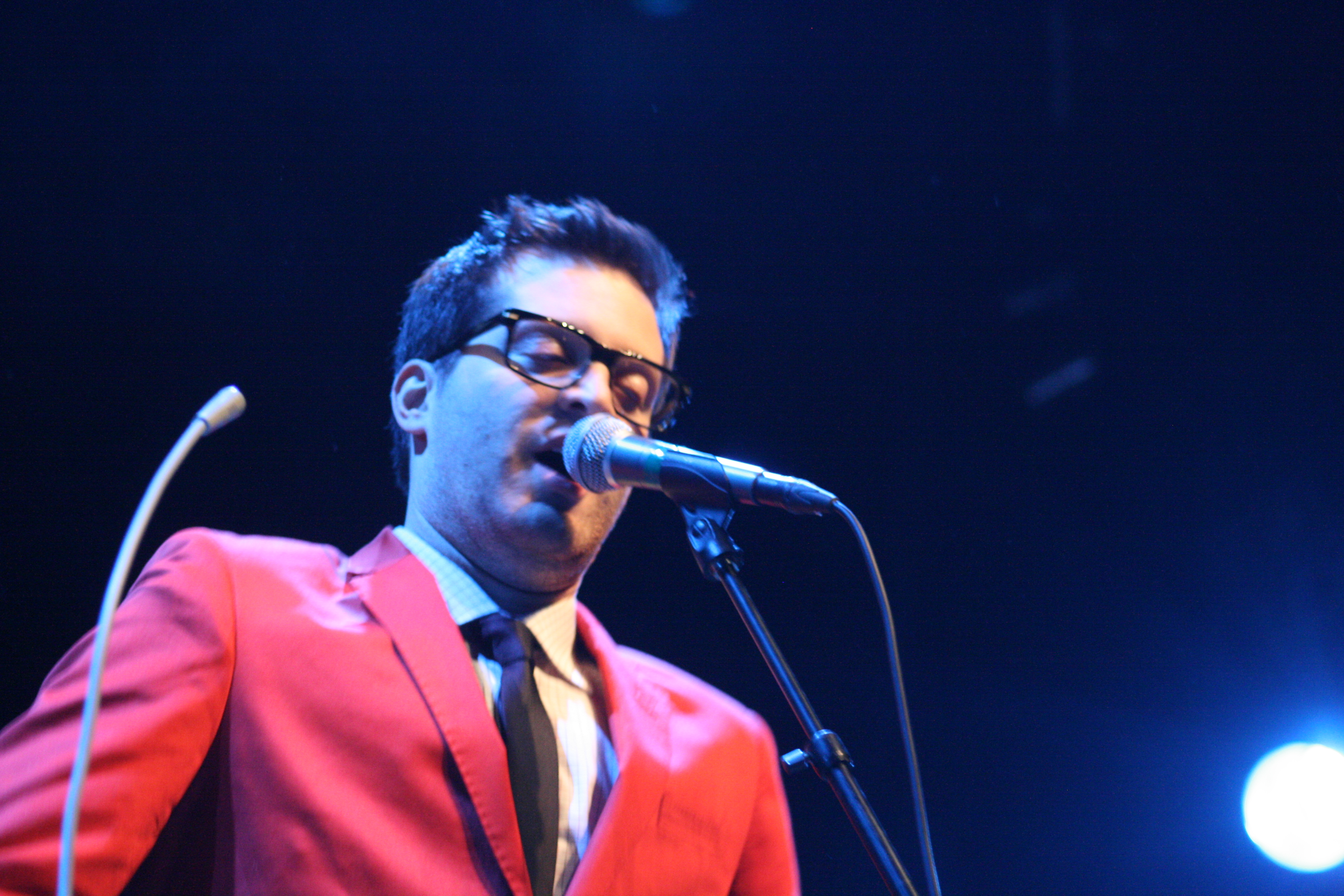
Mayer Hawthorne (2010)

Mayer Hawthorne (* 2. Februar 1979 in Ann Arbor, Michigan; eigentlich Andrew Mayer Cohen) ist ein US-amerikanischer Soulmusiker. Sein Künstlername setzt sich zusammen aus dem Mittelnamen sowie der Straße, in der er aufwuchs (Hawthorne Road, Ann Arbor).

## Leben
Hawthorne wuchs in der Universitätsstadt Ann Arbor auf und zog später nach Los Angeles. Dort wurde der Musikproduzent Chris Manak (Peanut Butter Wolf) auf ihn aufmerksam und nahm ihn bei seinem Label Stones Throw Records unter Vertrag. Ursprünglich war Hawthorne als Hip-Hop-Produzent in Erscheinung getreten; Soulmusik hatte er eher spaßeshalber produziert: „Es ist eine teure und nervtötende Prozedur, wenn man die Erlaubnis für die Verwendung eines Samples einholen muss. Ich wollte mal sehen, ob ich die Sounds, die ich brauche, nicht auch selbst einspielen kann.“

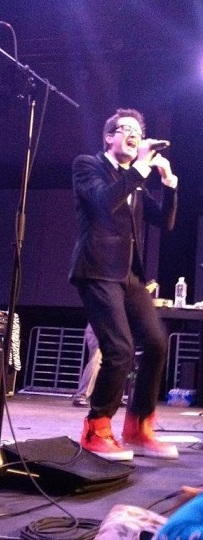
Mayer Hawthorne im Union Transfer in Philadelphia (2012)

Der Multi-Instrumentalist komponiert, produziert, singt und spielt seine Songs komplett im Alleingang ein. Hawthornes Arrangements und sein Falsettgesang erinnern an die goldene Motown-Ära der 1960er- und 1970er-Jahre, an Soullegenden wie Curtis Mayfield, Smokey Robinson, Isaac Hayes oder Barry White. Jedoch sagt Hawthorne selbst: „Mein Sound ist offensichtlich von Curtis Mayfield wie dem klassischen Motown-Sound beeinflusst, aber ich bin eben in den achtziger Jahren aufgewachsen, habe als DJ und Hip-Hop-Produzent gearbeitet, so dass ich die Musik von einem anderen, frischeren Standpunkt angehe als ein Musiker aus den Sechzigern.“
Snoop Dogg soll Hawthorne als einen seiner Lieblingsmusiker bezeichnen.
Hawthornes Debütalbum A Strange Arrangement erschien 2009 und wurde von der Kritik mit großem Lob bedacht. Anfang 2011 gab Hawthorne seinen Wechsel zur Plattenfirma Universal Republic Records bekannt, wo er sein abermals eigenhändig produziertes zweites Studioalbum How Do You Do herausbrachte, das in Deutschland am 4. Oktober 2011 auf den Markt kam.
2015 veröffentlichte er ein gemeinsames Album mit dem Produzenten Jake One unter dem Bandnamen Tuxedo.

## Diskografie

### Alben
- 2009: A Strange Arrangement (Stones Throw Records)
- 2011: How Do You Do (Universal Republic Records)
- 2013: Where Does This Door Go (Universal Republic)
- 2012: KCRW FM – Morning Becomes Eclectic, aufgenommen im Juni 2012 (Republic Limited, Vinyl)
- 2016: Man About Town (BMG Rights Management / Vagrant Records)
- 2021: Rare Changes
- 2023: For All Time

Tuxedo
- 2015: Tuxedo
- 2017: Tuxedo II
- 2019: Tuxedo III

### Singles
- 2008: Just Ain’t Gonna Work Out/When I Said Goodbye 7" Single (Stones Throw Records, STH7028)
- 2009: The Ills/The Ills (instrumental) 7" Single (Stones Throw Records, STH7035)
- 2009: Maybe So, Maybe No/I Wish It Would Rain 12" Single (Stones Throw Records, STH2212)
- 2011: No Strings 10" Single (Stones Throw Records, STH2265)
- 2011: A Long Time (Download-Single, Universal Republic)
- 2011: The Walk (Universal Republic) #45 US Rock Songs (US: Gold)[6]
- 2011: Thin Moon (Stones Throw Records)
- 2011: Dreaming (Universal Republic Records)
- 2012: The Walk feat. Rizzle Kicks (Universal Republic)
- 2012: Get Ready (Universal Republic Records)
- 2013: Her Favorite Song (Universal Republic Records)
- 2013: Reach Out Richard (Universal Republic Records)